# 钝顶鲉
钝顶鲉（学名：Amblyapistus taenianotus）为前鳍鲉科钝顶鲉属的鱼类。分布于台湾岛等。